# Permacultura nel mondo
La permacultura è ampiamente diffusa in tutto il mondo. Ci sono moltissime realtà che si ispirano alle tecniche e ai principi permaculturali per pratiche agricole e sociali.

## Africa
In Africa l'uso della permacultura è strettamente legato al miglioramento delle condizioni delle popolazioni disagiate: nel nord dell'Uganda, vicino al confine con il Sudan, la permacultura viene usata per rendere autosufficienti le popolazioni locali e dare lavoro ai giovani.

In Zimbabwe sono state costruite 60 scuole utilizzando tecniche di permacultura. Il Commissario delle Nazioni Unite per i Rifugiati (UNHCR) ha elaborato una relazione sull'utilizzo della permacultura nelle situazioni dei rifugiati dopo averne sperimentato con successo l'uso nei campi del Sudafrica. 

Il metodo del BioFarming utilizzato in Etiopia ha caratteristiche molto simili e può essere considerato permacultura. Viene promosso soprattutto dalla organizzazione non governativa BEA, con sede a Addis Abeba.

Esistono anche aziende agricole tradizionali che utilizzano la permacultura. Ad esempio, Badilisha Eco Village Foundation Trust è una fattoria che si integra con lo sviluppo di un'agricoltura sostenibile nella comunità Rusinga Island, nelle zone rurali del Kenya.

## Nord America

### Canada
Ad Edmonton, nella provincia dell'Alberta, è stato avviato un progetto di permacultura nella scuola di Jasper Place.

Altri progetti includono la rete bioregionale di istruttori Permaculture BC, nella provincia della Columbia Britannica, il Kootenat Permaculture Institute, sempre nella British Columbia, il progetto GTA nell'area vasta di Toronto, il progetto di permacultura in climi freddi del Ness Creek Forest Garden e la comunità Harvest Moon Society nella provincia di Manitoba.

### Stati Uniti d'America
Negli Stati Uniti d'America si cominciò a parlare di permacultura successivamente ai corsi tenuti nei prima anni ottanta da Mollison; ma venne poi ampiamente diffusa dai corsisti che seguirono Mollison in Australia per perfezionare le proprie conoscenze. Nel 1985 venne fondato il Permaculture Institute of North America o PINA, contemporaneamente cominciò a essere pubblicata la rivista Permaculture Activist.

#### Nord-Est degli Stati Uniti
Uno dei progetti di permacultura più importanti di questa regione è Prospect Rock Permaculture. Il progetto prevede la coltivazione di alberi da frutta, viti, frutti di bosco, ortaggi, erbe medicinali e spezie e tè. Il fondatore Keith Morris gestisce programmi di educazione alla permacultura presso l'Università del Vermont, la Yestermorrow Design Build School, lo Sterling College, e il Paul Smiths College negli Adirondacks.

Nel Massachusetts l'università del Massachusetts ad Amherst ha avviato un progetto di permacultura che mira a trasformare i paesaggi marginali del campus in giardini a bassa manutenzione, ricchi dal punto di vista della biodiversità e utili dal punto di vista dell'approvvigionamento di cibo. Il progetto è cominciato nel novembre 2010 utilizzando il lavoro volontario degli studenti e della comunità locale. Il Giardino in permacultura Franklin comprende un variegato mix di "ortaggi, alberi da frutto, cespugli di bacche, erbe aromatiche e... fiori che attirano insetti benefici".

Burlington Permaculture è un gruppo che riunisce residenti locali, studenti, artigiani, agricoltori, architetti e costruttori con base a Burlington, Vermont. Questo gruppo ha come obiettivo la promozione dell'agricoltura urbana, la riforestazione di aree degradate, il miglioramento dei quartieri, ed in generale il rafforzamento della rete delle risorse della comunità. Il gruppo è stato fondato da Michael Blazewicz del Round River Design, Mark Krawczyk di Rivenwood Craft, e Keith Morris di Prospect Rock Permaculture.

Green Phoenix Permaculture è una rete con base in Hightfall, New York, che offre corsi di progettazione e workshop, dimostrazione di foreste alimentari, bioedilizia, progetti in permacultura. Questa comunità riunisce molti insegnanti e progetti di permacultura tra cui AppleSeed Permaculture e Sowing Solutions Permaculture Design & Education.

Il Finger Lakes Permaculture Institute è un progetto con base ad Alpine, New York, che offre un corso annuale di Progettazione in permacultura, con tirocini e laboratori che si tengono spesso in siti dell'area progettati utilizzando i principi della permacultura. Il Finger Lakes Permaculture Institute è stato fondato da Michael Burns, Steve Gabriel, e Karryn Olson Ramanujan nel 2005.

#### Sud-Est degli Stati Uniti
Nel centro della Florida esiste una rete di contatti su base bioregionale: la Withlacoochee Permaculture Guild.

La Knoxville Permaculture Guild è un altro importante istituto della regione, in questa comunità è stato implementato anche un sistema di banca del tempo.

#### Stati uniti medio occidentali e la regione delle Montagne Rocciose
In questa regione si sono sviluppati centri di permacultura incentrati sulla progettazione in climi freddi e ad altitudini elevate. Alcuni di questi sono lo High Altitude Permaculture Institute presso Ward, Colorado, e il Permaculture Research Institute in Cold Climate a Minneapolis.

#### Costa Ovest
Nella baia di San Francisco la Urban Permaculture Guild promuove l'uso di tecniche di permacultura integrate nel tessuto urbano. Nello stesso territorio l'Indigenous Permaculture organizza corsi di permacultura.
Nell'area di Los Angeles invece sono presenti progetti di fattorie urbane come l'Edendale Farm e l'Urban Homestead.

#### Sud-Ovest degli Stati Uniti
A Santa Fe, Nuovo Messico, Il Permaculture Institute utilizza organizza corsi di formazione su temi quali la progettazione di paesaggi, edifici e sistemi idrici.
Dopo un incendio nel 2006, la Fondazione Lama di Taos, Nuovo Messico, ha utilizzato le tecniche di permacultura per ripristinare l'ecosistema e le infrastrutture danneggiate durante l'incendio.
A Oklahoma City, Oklahoma, il progetto urbano Gatewood Homestead ospita la residenza dell'insegnante di permacultura Robert Waldrop. Nonostante il poco spazio a disposizione, in questo quartiere, tra i più densamente popolate di Oklahoma City, vengono coltivate più di 100 diverse varietà di piante commestibili o utili.

#### Nord-Ovest degli Stati Uniti
La Seattle Permaculture Guild è la rete comunitaria di permacultura presente nell'omonima città.

Uno dei progetti più importanti nell'area è la Beacon Food Forest: una foresta alimentare in fase di sviluppo vicino a Jefferson Park, Beacon Hill, Seattle. Situata su terreno pubblico, chiunque potrà utilizzare questa foresta alimentare. Oltre a questo il progetto prevedere dei piccoli spazi privati da coltivare per i residenti.

Suburban Permaculture, presso Eugene, Oregon è un esempio di trasformazione di una proprietà urbana di periferia secondo i principi della permacultura. La proprietà è diventata un punto di riferimento della comunità locale per l'apprendimento dei modelli per la trasformazione urbana.

La scuola di sopravvivenza Alderleaf Wilderness College attiva nelle vicinanze di Seattle, organizza corsi di permacultura come parte della sua attività didattica volta all'addestramento all'autosufficienza.

## America latina

### Cuba
Dopo il crollo dell'unione sovietica, Cuba ha dovuto ripensare la propria economia e in particolar modo il settore della produzione agricola. Puntando sull'educazione di nuovi specialisti agricoli Cuba ha così sviluppato un nuovo modello agricolo non più basato su grandi monocolture da esportazione ma su un sistema capillare di policoltura in grado di garantire l'autosufficenza della popolazione. La permacultura ha svolto un ruolo fondamentale sia in questo campo, sia in altri campi come la depurazione del fiume Almendares. L'Avana produce fino al 50% del suo fabbisogno alimentare entro i limiti della città, in gran parte biologici e prodotti da persone nelle loro case, giardini e negli spazi comunali.
In particolare a Cuba è stata creata una rete di orti collettivi urbani (Organoponico) gestiti da cittadini e contadini che produce all'interno delle città non solo cibo ma anche fonti di energia (biomasse). Spesso all'interno degli "organoponici" ci sono dei piccoli negozi che vendono i prodotti agricoli coltivati. Molte di queste realtà utilizzano fonti di energia rinnovabile come ad esempio nella città di Pinar del Rio (progetto ARCS).

### Nicaragua
Attivo da quasi un decennio, il progetto Bona Fide comprende 43 ettari dell'isola di Ometepe, Nicaragua. Le infrastrutture del sito comprendono edifici costruiti con materiali naturali locali, terrazze e giardini di piante medicinali, un vivaio ampio, una banca di semi, frutteti, boschi di noci alimentari, zone di silvicoltura, coltivazione di bambù per legname, sistemi di raccolta acque piovane, irrigazione a goccia, sistemi di energia rinnovabile e servizi igienici di compostaggio.
Il sito è un punto di riferimento per la regione e ospita annualmente corsi di permacultura.

Ostional Private Wildlife Reserve ("O") è una riserva privata di 46 acri situata in un sito storico soprannominato La Colina ("la collina") a Rivas. Il progetto "O" è stato in sviluppo per un paio di anni ed è prevista la sua apertura al pubblico nel 2012, con l'intento di renderlo un centro per l'educazione e lo sviluppo della comunità offrendo corsi di permacultura.

### Brasile
In Brasile è attivo l'IPOEMA, istituto di permacultura, ecovillaggi e ambiente, con base a Brasilia.

Un'altra realtà importante sul territorio è l'ecocentro IPEC, presso Pirenópolis, nello stato di Goiás. Fondato nel 1998, il centro ha recuperato 40 acri di pascolo degradato trasformandolo in un'importante realtà per la comunità locale.

### Cile
La comunità di permacultura in Cile è relativamente nuova. Il suo sviluppo è stato guidato in gran parte da un piccolo gruppo di persone intenzionate a costruire una comunità di apprendimento. La comunità si è rapidamente estesa a seguito di un tour di David Holmgren nel 2007, all'opera di educazione tramite corsi specifici dei centri Eluwn ed El Manzano, e alla formazione del Instituto de Permacultura en Chile.

## Asia

### Indonesia
L'Indonesian Development of Education and Permaculture ha assistito nelle operazioni di soccorso in Aceh dopo lo Tsunami del 2004 provvedendo all'educazione per quanto riguarda le questioni sanitarie, le tecnologie sostenibili per l'autosufficienza e la risposta della comunità alle calamità naturali. Nel contesto di questo progetto di ricostruzione sono stati sviluppati sistemi per il trattamento delle acque su piccola scala sul modello naturale dei canneti chiamati "waste garden",.

### Thailandia
Il progetto Panya, situato a Mae Taeng, Chiang Mai è un progetto di comunità sostenibile che implementa i principi di permacultura e ospita laboratori in lingua inglese e tailandese. Nell'autunno 2006, il progetto ha ospitato un corso tenuto da Geoff Lawton del Permaculture Research Institute of Australia; successivamente sono stati installati oltre 500 metri di swale e dighe. Nel Progetto Panya la permacultura è stata utilizzata anche per rigenerare una monocultura intensiva di mango, trasformandola in una "foresta di biodiversità alimentare, azienda agricola biologica e centro di educazione". Oltre a questo il progetto Panya incorpora elementi di bioarchitettura nel design, come ad esempio costruzioni con bottiglie o mattoni di terra pressata.

### Israele
Nel territorio di Israele sono presenti numerose aziende progettate secondo la permacultura, molte delle quali fungono da centri educativi. Ad esempio il progetto Hava Ve Adam e il Kibbutz Lotan incorporano giardini, fattorie e comunità che si basano sulle tecniche di progettazione e l'etica della permacultura.

### Cambogia
Un consorzio di ONG tra cui la Cambodian War Amputees Rehabilitation Society e Ockenden sta portando avanti nel nord-ovest del paese un progetto di rigenerazione dei mezzi di sostentamento e delle infrastrutture che comprende principi permacultura. Oltre a questo è prevista la creazione di una fattoria di prova secondo i principi della permacultura nella provincia di Banteay Meanchey.

### Nepal
Nel distretto di Sukhet è attivo l'Himalayan Permaculture Centre, una organizzazione non governativa avviata da contadini locali che si propone di diffondere i principi e le tecniche della permacultura con dimostrazioni e corsi e provvedendo a risorse come per esempio semi.

## Europa

### Bulgaria
Nella regione dei Balcani, con base in Bulgaria è attivo il progetto Ecologia dei Balcani (BALKEP). Il progetto si dedica alla progettazione e alla sperimentazione degli habitat umani ecologicamente sani e serve come un sito dimostrativo per gli abitanti locali e le comunità oltre che ai visitatori provenienti dall'estero. I progetti mirano a sviluppare approcci ragionati al cibo, le abitazioni, la comunità e il commercio, preservando la straordinaria biodiversità della regione balcanica.

### Italia
In Italia esistono svariate associazioni.

### Penisola Iberica
La penisola iberica ha una rete regionale che connette tutti i progetti di permacultura presenti sul territorio: la Red de Permacultura Iberica.

### Regno Unito
L'Agroforestry Research Trust, gestito da Martin Crawford, è un'organizzazione senza fini di lucro con sede a Dartington, Devon che gestisce due ettari di foresta alimentare a fini di ricerca.

Chickenshack Housing co-op è un progetto di cohousing fondato nel 1995 utilizzando i principi di progettazione di permacultura. Situato nelle rurali del nord del Galles, la comunità dispone di 4 abitazioni e 6 residenti e si estende per 5 ettari. Alcune caratteristiche del progetto sono l'uso di teleriscaldamento a biomasse e solare termico, metà del terreno coltivato a foresta alimentare e conservazione della fauna selvatica tramite protezione e creazione di habitat adeguati. La comunità è molto attiva per quanto riguarda progetti di sostenibilità regionali, come l'iniziativa Machynlleth Transition Towns. La comunità organizza corsi occasionali di permacultura.

Un progetto di permacultura con base nel nord del Lancashire è il Middle Wood Ecological Trust, il centro organizza con frequenza corsi di permacultura, artigianato, silvicoltura e sviluppo sostenibilie.
Plant for the Future è invece un progetto che si occupa di ricerca e sperimentazione di piante commestibili o utili per lo sviluppo sostenibile in climi temperati. Le attività vengono svolte dal 1985 presso Lostwithiel, Cornovaglia. Il progetto ha sviluppato un database on-line dove si possono trovare oltre 7.000 specie utili che possono essere coltivate nel Regno Unito.

Un altro progetto di foresta alimentare è il Prickly Nut Woods, 40.000 m2 nei boschi vicino a Haslemere, Surrey. Il proprietario ha costruito la sua casa solo con materiali ricavabili dal bosco.

Per quanto riguarda la permacultura urbana invece il Roof Garden RISC, sul tetto dell'edificio del Reading International Solidarity Centre, Reading, Berkshire, è un giardino alimentare ispirato alla foresta alimentare di Robert Hart nello Shropshire. È utilizzato da scuole, educatori e progettisti come risorsa educativa per lo sviluppo sostenibile e fa parte del National Gardens Scheme. Il giardino è composto da piantagioni dense di oltre 180 specie di piante commestibili e medicinali ed è alimentato da acqua piovana e dai rifiuti compostati dal centro.

A Bristol il Bristol Permaculture Group gestisce l'orto comunitario in permacultura Eastside Roots. Qui il gruppo organizza corsi di sostenibilità e permacultura.

Altri progetti presenti in aree urbane includono il progetto Naturewise, a nord di Londra. Il gruppo gestisce una serie di foreste alimentari e orti, oltre ad organizzare con regolarità corsi base e avanzati di permacultura; e il progetto Organiclea, una cooperativa di lavoratori che è coinvolta nello sviluppo di prodotti alimentari locali, le cui attività si svolgono prevalentemente nella zona del Walthamstow, est di Londra.
Altrettanto nota nel nord della Scozia presso la Contea di Moray, è la Findhorn Foundation, comunità New Age di riferimento internazionale, ora in continuo sviluppo nella ricerca della Permacultura fin dagli inizi degli anni settanta. A partire dal 1962, anno di fondazione storica della comunità, un gruppo di pionieri, alcuni dei quali a tutt'oggi presenti, segue un metodo di ricerca e lavoro fondato sul concetto di co-creazione con Natura e risorse del suolo. Dato il continuativo afflusso e contributo di ospiti residenti a medio e lungo termine, oltreché di visitatori da ogni parte del mondo, la Fondazione è noto centro di conferenze internazionali sul tema, oltreché uno dei capisaldi di maggior riferimento della cultura ambientalista mondiale.
La UK Permaculture Association tiene traccia di tutti gli altri progetti e siti dimostrativi nel paese.

## Oceania

### Tikopia
Gli abitanti dell'isola praticano un sistema intensivo di permacultura, simile alla pratica delle foreste alimentari e alle coltivazioni negli altopiani della Nuova Guinea. Le loro pratiche agricole sono fortemente e consapevolmente legate alla densità di popolazione. Per esempio, intorno al 1600 d.C. , gli abitanti dell'isola decisero di abbattere tutti i suini presenti sull'isola perché consumavano troppo cibo che poteva essere utilizzato per alimentare la popolazione.

### Nuova Zelanda
Ci sono molti esempi di comunità basate sulla permacultura in Nuova Zelanda: la Rainbow Valley Farm è una delle più importanti. È stata fondata nel 1988 da Joe Polaischer e Trish Allen progettando i 21 acri dell'azienda agricola biologica in base ai principi e all'etica della permacultura.